# Stanka Božović
Stanka Božović (* 17. November 1962 in Titograd, Jugoslawien, geborene Stanka Mugoša) ist eine österreichische Handballspielerin.
Božović spielte von 1990 bis 2000 im österreichischen Nationalteam, mit dem sie 1996 bei der EM die Bronzemedaille erreichte. Sie spielte bei ŽRK Budućnost Podgorica, Belinka Laibach, ESBF Besançon, Verona, Nit-Hak Nittedal, Tulln, Stockerau und 13 Jahre für Hypo Niederösterreich. Mit Hypo spielte sie auch Champions League. Bei Nit-Hak Nittedal war sie als Spielertrainerin tätig.
Stanka Božović ist die Mutter von Janko Božović.